# ATTACK
『ATTACK』（アタック）は、2006年1月1日にavex traxから発売されたAAAの初のオリジナルアルバム。

## 解説
- AAA1枚目のオリジナルアルバム。
- 新曲8曲を含む全12曲で構成されている。収録曲の中にはデビュー前から何度も録り直して作った曲も存在する[1]。
- 「CD+DVD盤」「CD ONLY盤」「Half Album盤」の3形態が発売された。
- それぞれの初回盤にはトレーディングカードが全88種のうち1種をランダム封入された。
- 「CD+DVD盤」には、初ワンマンイベント「明日はFridayParty!!」のライブ映像を収録している。
- 後日発売の「REMIX ATTACK」においてこの収録曲全てがREMIXされた。
- このアルバムを引っ提げて「AAA TOUR 2006 -1st ATTACK-」「AAA TOUR 2006 -1st ATTACK ROUND 2-」「AAA TOUR 2006 -2nd ATTACK-」「AAA TOUR 2006 -2nd ATTACK ROUND 2-」を行った。

## 収録曲

### CD(CD+DVD・CD ONLY ver.)
1. BLOOD on FIRE (4:29) (全員)
（作詞：ササキオサム、作曲・編曲：渡辺未来、Rap詞：日高光啓）
1stシングル。Half Albumにも収録されている。
2. DRAGON FIRE (4:32) (西島・宇野・浦田)
（作詞・作曲・編曲：清水昭男）
4thシングル。Half Albumにも収録されている。
3. Welcome to This World (4:19) (全員)
（作詞・作曲：SOTARO&KEN、編曲：h-wonder）
新録曲。
ストリート時代から歌われてきた曲。
Half Albumにも収録されている。
4. 太陽 (4:46) (全員)
（作詞・作曲：川井健　編曲：田辺恵二）
新録曲。
Mini Album『alohAAA!』にも収録されている。
5. きれいな空 (4:40) (西島・宇野・浦田・日高・與・後藤・伊藤)
（作詞・作曲：原広明　編曲：松原憲）
3rdシングル。Half Albumにも収録されている。
6. 最強Babe (4:02) (西島・浦田・日高・與・末吉)
（作詞：motsu、作曲・編曲：face 2 fAKE）
新録曲。
5人の男子メンバーによる曲。それぞれのソロパートが割り当てられている。レコーディングも男メンバーのみで行われた[1]。
7. Get or Lose (4:55) (宇野・後藤・伊藤)
（作詞：森浩美、作曲：林田健司、編曲：田辺恵二）
新録曲。
3人の女子メンバーによる曲。それぞれのソロパートが割り当てられている。
8. 出逢いのチカラ(5:00) (西島・宇野)
（作詞：Kenn Kato、作曲・編曲：face 2 fAKE）
新録曲。
西島・宇野の2人のメンバーによる曲。
9. Friday Party (3:56) (全員)
（作詞：m.c.A・T、作曲・編曲：富樫明生）
2ndシングル。男子5人と宇野の計6人で歌うバージョンも存在した。
Half Albumにも収録されている。
10. VIRGIN F (4:25) (全員)
（作詞：motsu、作曲・編曲：後藤次利）
新録曲。
ストリート時代から歌われてきた曲。
Mini Album『alohAAA!』にも収録されている。
11. 地球に抱かれて (4:22) (全員)
（作詞：パンタ、作曲・編曲：十川知司）
新録曲。
Half Albumにも収録されている。
Mini Album『alohAAA!』にも収録されている。
12. ボクラノテ (4:30) (全員)
（作詞・作曲：石田匠、編曲：REO）
新録曲。
ライブの最後で歌われることが多い曲。嫌なニュースが多くてもそれを変えるためにみんなで手を繋いでみようというメッセージが込められている[1]。

### DVD(CD+DVD ver.)
映像は、2005/11/3に行われたプレミアムイベントの「明日はFriday Party」から。
1. Welcome to This world
2. CRAZY GONNA CRAZY
3. きれいな空
4. Friday Party
5. BLOOD on FIRE
6. DRAGON FIRE

### CD(HalfAlbum ver.)
1. BLOOD on FIRE
2. DRAGON FIRE
3. Welcome to This world
4. きれいな空
5. Friday Party
6. 地球に抱かれて